# Hipposideros jonesi
Hipposideros jonesi је сисар из реда слепих мишева и фамилије Hipposideridae.

## Угроженост
Ова врста је на нижем степену опасности од изумирања, и сматра се скоро угроженим таксоном.

## Распрострањење
Ареал врсте Hipposideros jonesi обухвата већи број држава. 
Врста је присутна у Малију, Нигерији, Буркини Фасо, Гани, Гвинеји, Сијера Леонеу, Обали Слоноваче и Либерији.

## Станиште
Станиште врсте су шуме. 
Врста је по висини распрострањена до 1400 метара надморске висине.